# Jin (Lovelyz)
JIN（韓語：진，1996年6月12日—）本名박지우，改名前為朴明恩（박명은）。韓國女歌手，出生於韓國首爾特別市，但家族來自釜山，因此通常回答出身地是釜山，也會釜山方言。所屬公司為Woollim娱乐，並為旗下女子組合Lovelyz成員之一。2013年11月，發表單曲《只是你不在》。2014年和INFINITE H合作單曲《Life Goes On》，同年以組合Lovelyz一員出道，隊內擔任主唱。

## 經歷
- 1996年出生於首爾特別市，有一個年長三歲的姊姊-主恩。
- 韓國藝術高中畢業。原打算參加大學入學試，但因考試當日為Lovelyz出道日故缺席。
- 曾在學校樂隊中擔任主唱。
- 2013年10月，Woollim Label發布朴明恩出道單曲《只是你不在》MV預告。
- 2013年11月，Woollim Label通過報導資料表示朴明恩為Woollim Label旗下新女團的確定成員並於2014年上半年以完全體組合出道。
- 2013年11月7日，在音源公佈前一天Woollim Label於推特上公開朴明恩首張出道宣傳照。
- 2013年11月8日，出道單曲《只是你不在》MV正式公開。 MV當中主人翁EXO成員Xiumin和童星金裕貞同時演繹出可歌可泣的愛情而成為話題。公開音源後《只是你不在》一直持續在上位圈，特別是在沒有參加任何放送和採訪的情況下得到這個位置意義更為重大。
- 2013年12月，於KBS歌謠大祝祭Infinite《Man in love》舞台作伴舞的演出。
- 2014年8月，和Infinite H合作單曲《Life Goes On》並於Infinite《那年夏天2》演唱會上演唱。
- 2014年11月2日，所屬社Woollim Entertainment公開包含朴明恩在內的新女團Lovelyz概念照，將於11月12日舉行Showcase正式出道。

## 音樂作品
— 所屬團體之所有共同作品，請參閱Lovelyz。

### 單曲
| 單曲 | 單曲資料                                                  | 曲目                                        |
| 1st  | 《Gone/只是你不在》 - 發行日期：2013年11月8日             | 1. Gone/只是你不在                          |
| 2rd  | 《怎麼會是偶然呢》 - 發行日期：2022年10月23日             | 1. 怎麼會是偶然呢 2. 怎麼會是偶然呢 (Inst.) |
| 3th  | 《Our Christmas (with 한재완)》 - 發行日期：2022年12月4日 | 1. Our Christmas 2. Our Christmas (Inst.)   |

### OST
| 年份   | 日期    | 影視作品                                | 歌曲名稱                                                 |
| 2020年 | 9月15日 | 戀愛雖然麻煩，但更討厭孤獨！ OST Part.4 | Until the Eyelids Become Heavy(눈꺼풀이 무거워질 때까지) |
| 2022年 | 1月7日  | PICKGO OST Part.                        | 끝없이(Endless)                                          |

## 演唱會
其他大型演唱會列表
| 日期          | 演唱會名稱                           | 舉行地點                      |
| 2014年8月10日 | INFINITE SUMMER CONCERT《그해여름2》 | Blue Square Samsung Card Hall |

## 外部連結
- JIN 韓國官方網站
- YouTube上的Woollim個人時期JIN頻道
- JIN官方Daum Cafe （页面存档备份，存于）
- Jin的Instagram帳戶
- YouTube上的JIN個人頻道